# Betrandraka
Bekapaika is een plaats en gemeente in Madagaskar gelegen in het district Tsaratanana van de regio Betsiboka. Er woonden bij de volkstelling in 2001 ongeveer 10.000 mensen.
In de plaats is alleen basisonderwijs beschikbaar. 59% van de bevolking is landbouwer en 40% is werkzaam in de veeteelt. Het belangrijkste gewas is rijst, maar er wordt ook mais en cassave verbouwd. 1% van de bevolking is werkzaam in de dienstensector.